# جاك هندرسون (فنان)
جاك هندرسون (بالإنجليزية: Jack Henderson)‏ هو فنان بريطاني، ولد في 2004 في إدنبرة في المملكة المتحدة.

## وصلات خارجية
- الموقع الرسمي